# 拉馬爾省
拉馬爾省（西班牙語：Provincia de La Mar），是秘魯的省份，位於該國中南部阿亞庫喬大區，首府是聖米吉，始建於1861年3月18日，海拔高度2,661米，面積4,392平方公里，2007年人口84,177，人口密度每平方公里19.17人。